# FC Barcelona (Rollhockey)
Der FC Barcelona Sorli Discau ist die Rollhockeysparte des FC Barcelona. Der Klub spielt in der OK Liga, der höchsten Rollhockeyliga Spaniens.
Die Rollhockabteilung des FC Barcelona wurde am 1. Juni 1942 gegründet. Sie gilt mit 19 Titeln in der Euroliga als die erfolgreichste Europas. Zudem ist das Rollhockeyteam spanischer Rekordmeister und gewann zwischen 1998 und 2010 13 Mal in Folge die Meisterschaft.
Die Mannschaft trägt aufgrund seines Sponsors die Bezeichnung FC Barcelona Sorli Discau.

## Erfolge
- CERH European League (19): 1972/73, 1973/74, 1977/78, 1978/79, 1979/80, 1980/81, 1981/82, 1982/83, 1983/84, 1984/85, 1996/97, 1999/00, 2000/01, 2001/02, 2003/04, 2004/05, 2006/07, 2007/08, 2009/10
- CERS Cup (1): 2005/06
- Europapokal der Pokalsieger (1): 1986/87
- Kontinentalpokal/Europäischer Superpokal (16): 1979/80, 1980/81, 1981/82, 1982/83,1983/84, 1984/85, 1996/97, 1999/00, 2000/01, 2001/02, 2002/03, 2004/05, 2005/06, 2006/07, 2007/08, 2008/09
- Intercontinental Cup (3): 1997/98, 2000/01, 2005/06
- Spanische Meisterschaft (23): 1973/74, 1976/77, 1977/78, 1978/79, 1979/80, 1980/81, 1981/82, 1983/84,1984/85, 1995/96, 1997/98, 1998/99,1999/00, 2000/01, 2001/02, 2002/03, 2003/04, 2004/05, 2005/06, 2006/07, 2007/08, 2008/09, 2009/10
- Königspokal (18): 1953, 1958, 1963, 1972, 1975, 1978, 1979, 1981, 1985, 1986, 1987, 1994, 2000, 2002, 2003, 2005, 2007, 2010
- Coupe des Nations de Montreux (1): 1995
- Spanischer Superpokal (2): 2004/05, 2005/06
- Copa Ibérica (3): 1999/00, 2000/01, 2001/02